# Ivar Jung
Ivar Casper Jung, född 3 maj 1892 i Malmö, död 26 oktober 1942, var en svensk geodet. Han var son till Victor Jung, måg till Mauritz Hansson och Anna Edlund-Hansson samt far till Casper och Jan Jung.
Efter filosofisk ämbetsexamen i Lund 1913 blev Jung filosofie licentiat vid Uppsala universitet 1921 och filosofie doktor 1924. Han blev geodet vid Rikets allmänna kartverk 1918, var statsgeodet 1921–33, var docent i geodesi vid Stockholms högskola 1931–33, lektor i matematik och fysik vid högre allmänna läroverket i Sundsvall 1933–41 samt professor i geodesi och utjämningsräkning vid Kungliga Tekniska högskolan i Stockholm från 1941.